# 韋塞萊 (沃倫州)
50°48′11″N 25°2′55″E / 50.80306°N 25.04861°E
韋塞萊（羅馬化：Vesele）是位於烏克蘭西部沃倫州盧茨克區托爾欽市鎮的村莊，始建於1964年，面積3.01平方公里，海拔高度215米，2001年人口673，人口密度每平方公里223.89人。